# Olaf Kopvillem
Olaf Kopvillem, né le 1er novembre 1926 à Kiviõli et mort le 23 juillet 1997, est un réfugié estonien de la Seconde Guerre mondiale. Il est connu pour ses nombreuses couvertures humoristiques de chansons connues.
Olaf Kopvillem est né en Kiviõli en Estonie.

## Récompenses
En 1996, il reçoit le Meie Mats.

## Discographie
- Vindilised viisid

1. Pastoraal
2. Puhkus
3. Eluloolised märkmed
4. Nii-moi elame
5. Tsivillisatsioon
6. Immigrant Austriast
7. Jõulud
8. Võta käru ja käruta
9. Sauna taga, tiigi ääres

- Viise ja vinte

1. Videvik
2. Bras küll polnud voir
3. Romanss
4. Sügisüksildus
5. Septembre
6. Cachita
7. Sularaha eest
8. Rio Grande
9. Koduigatsus
10. Klunker

- Lenda, lenda, lepalind

1. Lenda, lenda, lepalind
2. Rannal
3. Rohutirts
4. Kevadtuul ja sina
5. Ballon
6. Sügis
7. Igatsus
8. Sigarett
9. Üks naljakas laul